# Halleby Å
Halleby Å är ett vattendrag i Danmark.   Det ligger i Region Själland, i den sydöstra delen av landet, 90 km väster om Köpenhamn. Halleby Å börjar där Regstrup Å rinner ihop med Åmose Å. Den rinner via den bräckta sjön Flasken och mynnar ut i Stora Bält i Jammerland Bugt.